# حسام خير الله
الفريق أحمد حسام كمال حامد خير الله وشهرته حسام خير الله (22 يوليو 1945-) رئيس هيئة المعلومات والتقديرات ووكيل جهاز المخابرات العامة المصرية الأسبق. أعلن عن ترشحه لرئاسة الجمهورية في مصر في 2 يناير 2012. وقد رشحه بالفعل حزب السلام الديمقراطي. كان خير الله من معارضي مشروع توريث الحكم لجمال مبارك.

## الأسرة
ولد خير الله لأسرة طويلة العهد بالمجال الأمني:
أبوه اللواء « كمال حامد خير الله »، مؤسس الأمن المركزي المصري، ومدير الأمن السابق لمحافظة القاهرة، والمحافظ السابق لأسوان، والنائب السابق لرئيس الوزراء.
جده من والده الأميرالاى « محمد بك حامد خير الله »، حكمدار محافظة الجيزة والذي كان أيضا الحاكم العسكري لبيروت أثناء الحرب العالمية اللأولى.

## الخبرة المهنية
خدم في القوات المسلحة المصرية حتى منتصف السبعينات،. ترك القوات المسلحة ليعمل في جهاز المخابرات العامة، حيث وصل إلى منصب وكيل أول الجهاز الذي يعادل لقب الفريق في القوات المسلحة} تقاعد سنة 2005 بعد أكثر من 40 سنة خدمة في الجهاز.

### المؤهلات والوظائف
- حصل على بكالوريوس العلوم العسكرية سنة 1964 وحصل على بكالوريوس التجارة عام 1982 وحصل على العديد من الدراسات في علوم المخابرات السياسية والعديد من الدراسات المهارات الإدارية من الولايات المتحدة الأمريكية.[1]
- بدأ حياته ضابطاً بسلاح المظلات واشترك في حرب اليمن كما شارك في حرب أكتوبر وحصل فيها على نوط الواجب العسكري من الطبقة الأولى.[1]
- تدرج في المناصب حتى أصبح قائد لكتيبة المظلات وترك الخدمة نهائياً في عام 1976.[1]
- التحق بهيئة المعلومات والتقديرات بالمخابرات العامة في عام 1977 حيث تدرج في المناصب حتى أصبح رئيسا لنفس الهيئة في عام 2000 وحتى عام 2005.[1]
- رئيس مجلس إدارة إحدى الشركات الاستثمارية منذ عام 2005 وحتى الآن.
- رئيس مجلس إدارة نادى القاهرة الجديدة منذ عام 2007 وحتى الآن.

### الأنواط
- حاصل على نوطى التفوق الرياضى وحسن أداء الواجب أثناء الكلية الحربية
- حاصل على نوط الواجب العسكري من الطبقة الأولى عن دوره في حرب أكتوبر
- حاصل على ميدالية الخدمة الطويلة بالدولة والمخابرات
- حاصل على وسام الاستحقاق من الطبقة الأولى

## ترشحه لرئاسة الجمهورية
في يوم 2 يناير 2012 أعلن الفريق حسام خير الله عن ترشحه لرئاسة الجمهورية وأكد أنه «ليس مرشح المجلس الأعلى للقوات المسلحة وأنه ليس له أي علاقات حزبية وشدد على مدنية الدولة واهتمامه بالتعليم والصحة». وقد رشّحه حزب السلام الديمقراطي.
يُعتبر أوّل مرشّح مخابراتي لخوض انتخابات رئاسية حرة في تاريخ مصر، وكان كثيرون في السابق يُعيّنون لمناصب عُليا، ومنهم عبد السلام المحجوب الذي عُيّن محافظًا للإسكندرية سنة 2006، ثمّ وزيرًا للتنمية المحلية سنة 2011. يُقدّم نفسه كمرشّح «وطني»، على أساس خبرته الطويلة في جهاز المخابرات. ومن الانتقادات الموجهة إليه أنّه قدّم نفسه على أنّه « فريق » وهي الرتبة التي كان حسني مبارك عندها عندما عيّنه أنور السادات نائبًا له سنة 1975،

## وصلات خارجية
- الصفحة الرسمية للفريق حسام خير الله علي فيسبوك  على فيسبوك.